# Рафаел (футболіст, 1989)
Рафаел Пірес Монтейро (порт. Rafael Pires Monteiro; нар. 23 червня 1989, Коронел-Фабрісіану) — бразильський футболіст, воротар клубу «Сан-Паулу».
Виступав за молодіжну збірну Бразилії.

## Клубна кар'єра
Народився 23 червня 1989 року в Коронел-Фабрісіану. Вихованець футбольної школи клубу «Крузейру». Дорослу футбольну кар'єру розпочав 2008 року в основній команді того ж клубу, в якій провів дванадцять сезонів, взявши участь у 48 матчах чемпіонату. 
Протягом 2020—2022 років захищав кольори «Атлетіко Мінейру». Ставав у його складі переможцем Ліги Мінейро та бразильської Серії A, однак здебільшого мав статус резервного голкіпера.
2023 року перейшов до «Сан-Паулу» приєднався 2023 року. У склади команди із Сан-Паулу став основним воротарем і допоміг їй того ж року здобути Кубок Бразилії.

## Виступи за збірну
2008 року залучався до складу молодіжної збірної Бразилії. На молодіжному рівні зіграв у 13 офіційних матчах.
2024 року був включений до заявки національної збірної на тогорічний Кубок Америки, проте лише як один із резервних голкіперів, і на полі в іграх турніру не з'являвся.

## Титули і досягнення
- Переможець Ліги Мінейро (1):

«Атлетіко Мінейру»: 2022
- Чемпіон Бразилії (1):

«Атлетіко Мінейру»: 2021
- Володар Кубка Бразилії (1):

«Сан-Паулу»: 2023